# Lac Écarté
Lac Écarté är en sjö i Kanada.   Den ligger i regionen Mauricie och provinsen Québec, i den sydöstra delen av landet, 260 km nordost om huvudstaden Ottawa. Lac Écarté ligger 332 meter över havet. Arean är 1,5 kvadratkilometer. Den sträcker sig 3,1 kilometer i nord-sydlig riktning, och 2,0 kilometer i öst-västlig riktning.
I omgivningarna runt Lac Écarté växer i huvudsak blandskog. Runt Lac Écarté är det mycket glesbefolkat, med 3 invånare per kvadratkilometer.